# Winner Medical
Winner Medical (упрощенный китайский: 稳健医疗; традиционный китайский: 穩健醫療), сокращает от Winner Medical Co., Ltd., — китайская компания по производству медицинских изделий, основанная Ли Цзяньцюанем в 1991 году со штаб-квартирой в Шэньчжэнь. Ранее несколько раз котировался на различных фондовых биржах США под названием Winner Medical Group Inc., компания специализируется на производстве медицинских принадлежностей, в первую очередь перевязочных материалов для ухода за ранами и средств защиты от инфекций, а также специализируется на масках и защитных костюмах. Кроме того, она также производит продукты, связанные с младенцами. В компании представлены 3 бренда: «Winner», «PurCotton» и «PureH2B».
В период с 2005 по 2010 год компания последовательно публиковалась на OTCBB, AMEX и NASDAQ. В июле 2012 года компания приняла предложение о приобретении акций, принадлежащих другим инвесторам, за 109,7 миллиона долларов, а в декабре она была исключена из списка после того, как была закрыта компанией Winner Holding Limited. После привлечения 543,5 миллиона долларов в ходе IPO компания вышла на SZSE в сентябре 2020 года под тикером «300888», а Ли Цзяньцюань владел 68 % ее акций.

## История
Winner Medical разработала технологию полностью хлопчатобумажного нетканого полотна из спанлейса в 2005 году. В 2014 году он финансировался исключительно Sequoia China, которой принадлежало около 8,09 % акций компании после ее IPO. В июне 2018 года он был профинансирован Шэньчжэньской столичной группой.
Winner Medical управляла своими линиями по производству масок в течение всего новогоднего праздника по лунному календарю 2019 года, произведя 109 миллионов масок и 11,5 миллиона комплектов защитного снаряжения за пять недель до 26 января 2020 года.
В мае 2020 года UK DHSC подписал контракт на 91 миллион фунтов стерлингов с Winner Medical на покупку средств индивидуальной защиты. В том же году компания открыла свою вторую штаб-квартиру в Хубэй, где она также является основной производственной базой компании.